# Los Olivos (Kalifornija)
Los Olivos je naseljeno područje za statističke svrhe u američkoj saveznoj državi Kalifornija. Prema popisu stanovništva iz 2010. u njemu je živjelo 1.132 stanovnika.